# Đào Xá, Phú Bình
Đào Xá là một xã thuộc huyện Phú Bình, tỉnh Thái Nguyên, Việt Nam.

## Địa lý
Xã Đào Xá nằm ở phía tây bắc huyện Phú Bình, có vị trí địa lý:
- Phía đông giáp xã Bảo Lý và xã Tân Khánh
- Phía tây giáp thành phố Sông Công
- Phía nam giáp xã Thượng Đình
- Phía bắc giáp thành phố Thái Nguyên và xã Bàn Đạt.

Xã Đào Xá có diện tích 958,58 ha, dân số là 6388 người, mật độ dân số đạt 666 người/km².
Xã có sông Cầu cùng hệ thống sông Máng, một kênh tưới tiêu nhân tạo được xây dựng từ thời Pháp thuộc chảy qua.Tổng diện tích tự nhiên toàn xã là 958.58 ha, trong đó đất nông nghiệp là 772.4 ha, đất phi nông nghiệp là 185.45 ha và đất chưa sử dụng là 0.73 ha. chính
Xã Đào Xá được chia thành 7 xóm: Tân Sơn, Dẫy, Chám, Xuân Đào, La Lý, Đoàn Kết, Phú Minh.